# Anthoscopus punctifrons
Anthoscopus punctifrons е вид птица от семейство Remizidae.

## Разпространение
Видът е разпространен в Буркина Фасо, Камерун, Чад, Еритрея, Мали, Мавритания, Нигер, Нигерия, Сенегал, Южен Судан и Судан.